# Układ o zakazie umieszczania broni jądrowej i innych rodzajów broni masowej zagłady na dnie mórz i oceanów
Układ o zakazie umieszczania broni jądrowej i innych rodzajów broni masowej zagłady na dnie mórz i oceanów oraz w jego podłożu (Traktat o dnie morza ) (ang. Treaty on the Prohibition of the Emplacement of Nuclear Weapons and Other Weapons of Mass Destruction on the Sea-Bed and the Ocean Floor and in the Subsoil Thereof w skrócie Seabed Arms Control Treaty, ros. Договор о запрещении размещения на дне морей и океанов и в его недрах ядерного оружия и других видов оружия массового уничтожения w skrócie Договор по морскому дну), podpisany w Moskwie, Waszyngtonie i Londynie 11 lutego 1971 r.
Uchwalony rezolucją 2660 (XXV) przez Zgromadzenie Ogólne Narodów Zjednoczonych 7 grudnia 1970.
Wszedł w życie 18 maja 1972, po złożeniu dokumentów ratyfikacyjnych przez dwadzieścia dwa rządy, w tym przez wszystkich depozytariuszy.
Depozytariuszami są trzy państwa założycielskie (art. 10).
Tekstami autentycznymi są angielski, rosyjski, francuski, hiszpański i chiński (art. 11).
Cel: 
- rozwój badań i  wykorzystania dna dla celów pokojowych
- zapobieżenie wyścigowi zbrojeń jądrowych na dnie (wyłączenie)

Art. 1 
- Państwa Strony Układu zobowiązują się do nieinstalowania i nieumieszczania na dnie mórz i oceanów oraz w jego podłożu, poza zewnętrzną 12-milową granicą morza terytorialnego, jakiejkolwiek broni jądrowej lub innych rodzajów broni masowej zagłady, jak również konstrukcji, wyrzutni oraz wszelkich innych urządzeń, specjalnie przeznaczonych do przechowywania, wypróbowywania lub używania takiej broni.
- Zobowiązują się także do niepomagania, niezachęcania i nienakłaniania jakiegokolwiek państwa do prowadzenia zakazanej w Układzie  działalności oraz do nieuczestniczenia w jakikolwiek inny sposób w takiej działalności.
Polska ratyfikowała Układ 23 września 1971, złożenie do depozytu nastąpiło 15 listopada 1971.
Do Układu należą 94 państwa.